# Charles Ingram (Stuntman)
Charles Ingram (* 20. Jahrhundert in Los Angeles) ist ein US-amerikanischer Stuntman. 
Er diente im US Marine Corps und ist ein ehemaliger Force Recon Marine mit mehr als vierjähriger Militärerfahrung. Seine Karriere beim Film begann er Anfang der 2000er Jahre als Stuntman bei Filmen wie Black Hawk Down und Matrix Reloaded. Sein Schauspielerdebüt hatte er im Film Tränen der Sonne, wo er neben Bruce Willis den Navy SEAL Demetrius „Silk“ Owens spielte.

## Filmografie (Auswahl)

### Stuntman
- 2002: Black Hawk Down
- 2003: Matrix Reloaded
- 2006: Dreamgirls
- 2008: Sieben Leben (Seven Pounds)
- 2009: Obsessed
- 2010: The Expendables
- 2013: Star Trek Into Darkness
- 2016: Keanu
- 2017: Training Day (Fernsehserie, 8 Folgen)
- 2017: Bright
- 2017–2018: S.W.A.T. (Fernsehserie, 8 Folgen)
- 2019: Captain Marvel

### Schauspieler
- 2003: Tränen der Sonne
- 2012: Savages